# Лущак Володимир Іванович
Володимир Іванович Лущак (нар. 18 вересня 1956, Івано-Франківськ) — український біохімік, доктор біологічних наук (2002), професор (2004), лауреат премій «Scopus Awards Ukraine» (2016) та «Web of Science Award Ukraine» (2016 і 2018), завідувач кафедри біохімії та біотехнології Прикарпатського національного університету.

## Біографія
Закінчив Московський університет (1982).
Працював ученим секретарем, завідувачем лабораторії біохімії Карадазької філії Інституту біології південних морів імені О. О. Ковалевського НАН України (смт Курортне Феодосійської міськради, АР Крим, 1987–1998); 
Від 1998 – у Прикарпатському університеті (Івано-Франківськ), від 2002 – завідувач кафедри біохімії та біотехнології. 
Вивчає:
- обмін вільних радикалів в організмах бактерій, грибів, рослин і тварин;
- молекулярні механізми пристосування організмів до несприятливих умов довкілля, старіння і таких патологій, як ожиріння та цукровий діабет.

## Публікації
Автор понад 200 наукових праць, опублікованих переважно у провідних міжнародних виданнях. Має високі наукометричні показники: індекс Гірша 31 у Scopus (4362 цитування, 193 документи) і 39 у Google Scholar (6987 цитувань) (станом на квітень 2018 року).
Окремі праці:
- Production and properties of alpha-amylase from Bacillus sp. BKL20 // Canadian J. Microbiology. 2010. № 56(4);
- Cytotoxicity of chromium ions may be connected with induction of oxidative stress // Chemosphere. 2010. № 80;
- Antioxidant system efficiently protects goldfish gills from Ni2±induced oxidative stress // Там само. 2013. № 90(3); усі — співавт.

## Відзнаки
- Лауреат премії голови обласної державної адміністрації та голови обласної ради у номінації «Відомий науковець року» (Івано-Франківськ, 2006, 2014),
- медаль «За заслуги перед Прикарпаттям» (2014),
- нагрудний знак ПНУ «Людина року — 2014» у номінації "Вчений 2014 року.